# Floyd Landis
Floyd Landis (Farmersville, Condado de Lancaster, Pensilvania; 14 de octubre de 1975) es un exciclista estadounidense, que fue profesional desde 1999 hasta finales de 2010.

## Biografía

### Debut y primeros años
Debutó como profesional con el equipo Mercury Pro Cycling Team en 1999. Ese año fue tercero en el Tour del Porvenir, y un año después cuarto. Permaneció en el equipo hasta 2001.

### Gregario de Armstrong
Para 2002 fichó por el US Postal dirigido por Johan Bruyneel y liderado por Lance Armstrong. En el año de su debut en el equipo fue tercero en la Tirreno-Adriático en marzo y segundo en la Dauphiné Libéré en junio. Ese mismo año corrió por primera vez el Tour de Francia, siendo uno de los gregarios de Armstrong en una carrera que ganó el tejano por cuarta vez consecutiva.
En 2003 y 2004 repitió como gregario de Armstrong en el Tour de Francia. En su última temporada en el equipo ganó la Vuelta al Algarve, donde además de la general logró también un triunfo de etapa.

### Ascenso y caída en el Phonak

#### Debut y progresión como líder
Para 2005 fichó por el Phonak suizo, convirtiéndose en el jefe de filas de una formación en reestructuración tras los escándalos de dopaje protagonizados en la temporada 2004 con Tyler Hamilton y Santi Pérez (ambos positivo por transfusión homóloga), y que llevaron a la destitución de Álvaro Pino como director, siendo sustituido por Juan Fernández. Landis fue ese año noveno en un Tour de Francia ganado por séptima vez consecutiva por Lance Armstrong.

#### Antes de conocerse el positivo
En 2006 tuvo un buen inicio de temporada ganando la París-Niza, así como el Tour de California y el Tour de Georgia. Posteriormente centró su preparación en el Tour de Francia. Un día antes del inicio de la Grande Boucle fueron excluidos de la carrera por su implicación en la Operación Puerto varios corredores, incluyendo a algunos de los favoritos y rivales de Landis para la general: Jan Ullrich, Ivan Basso y Francisco Mancebo. La exclusión de una mayoría de sus compañeros de equipo del Astana-Würth por dicho motivo hizo que Alexander Vinokourov tampoco pudiera participar, a pesar de no estar implicado en la trama. Estas ausencias, sumadas a la de Armstrong (retirado voluntariamente tras su séptimo triunfo), hicieron que la lucha por el maillot amarillo se presentara abierta e incierta.
Landis subió al podio de los Campos Elíseos de París con el maillot amarillo como ganador del Tour Francia, tras una exhibición en la etapa con final en Morzine.

#### Positivo por testosterona
El 27 de julio de 2006 el equipo Phonak confirma el positivo de testosterona en el control antidopaje de la decimoséptima etapa. En ella aventajó al que a la postre sería el segundo clasificado, el español Óscar Pereiro, en más de siete minutos, etapa clave para alzarse con la victoria final. En su defensa, aduce primero que su cuerpo produce exceso de testosterona. Los análisis determinaron, sin embargo, que el positivo era debido a testosterona sintética. Días más tarde esgrime que le dieron algo -sin él saberlo- que le hizo dar positivo. Otras posibilidades apuntadas por el ciclista son la utilización de cortisona para calmar dolores -padece una lesión de cadera-

#### Descalificación y sanción
El 20 de septiembre de 2007 Floyd Landis fue declarado culpable del positivo del Tour 2006, por lo que el título de campeón recayó automáticamente en Óscar Pereiro.

#### Presunto delito informático
El 7 de noviembre de 2009 la AFLD presentó una denuncia contra Floyd Landis y su médico y entrenador Arnie Baker por un posible delito informático contra su laboratorio antidopaje en Chatenay-Malabry. La AFLD denunciaba que habrían intentado hackear el sistema informático de dicho laboratorio para acceder al dossier de Landis y manipular algunos datos con objeto de desacreditar al laboratorio de la AFLD, responsable de la detección de su positivo por testosterona en el Tour de Francia 2006. El TAS había rechazado el recurso efectuado por la defensa del corredor por posibles vicios de procedimiento por parte del laboratorio francés, confirmando la descalificación y sanción de Landis.
El juez francés Thomas Cassuto, del Tribunal de Alta Instancia de Nanterre, dictó una orden internacional de busca y captura contra Baker el 4 de noviembre de 2009. El 15 de febrero de 2010 Pierre Bordry, presidente de la AFLD, declaró al diario L'Equipe que el 28 de enero el juez les había confirmado que había dictado también una orden de busca y captura contra Landis, debiéndose ambas órdenes a que ninguno de los dos se había presentado ante el juez a pesar de haber sido convocados.
Landis envió un correo electrónico al diario Los Angeles Times en el que negaba haber recibido notificación alguna sobre una citación judicial por el caso en cuestión.

#### Confesión
En mayo de 2010 el corredor remitió varios correos electrónicos a diversas instituciones de ciclismo, entre ellas la Federación Estadounidense y la Unión Ciclista Internacional, así como a antiguos patrocinadores, en los que confesaba que durante años usó sistemáticamente productos dopantes, señalando además en los mismos a otros ciclistas estadounidenses tales como David Zabriskie, George Hincapie, Levi Leipheimer o Lance Armstrong, como consumidores a su vez de distintas sustancias dopantes y afirmando que fueron el propio Armstrong y el director deportivo del que por entonces era su equipo, el US Postal, Johan Bruyneel como las personas que le introdujeron en el uso de sustancias prohibidas.

## Palmarés
2000
- Tour de Poitou-Charentes
- 1 etapa del Tour de Langkawi

2004
- Vuelta al Algarve, más 1 etapa

2005
- 1 etapa del Tour de Georgia

2006
- París-Niza
- Tour de Georgia, más 1 etapa
- Tour de California, más 1 etapa
- Tour de Francia , más 1 etapa

2010
- 1 etapa del Tour de Bahamas

## Resultados en las Grandes Vueltas y Campeonatos del Mundo
| Carrera         | 1999 | 2000 | 2001 | 2002 | 2003 | 2004 | 2005 | 2006 |
| --------------- | ---- | ---- | ---- | ---- | ---- | ---- | ---- | ---- |
| Giro de Italia  | -    | -    | -    | -    | -    | -    | -    | -    |
| Tour de Francia | -    | -    | -    | 61.º | 77.º | 23.º | 9.º  | 1.º  |
| Vuelta a España | -    | -    | -    | -    | 76.º | Ab.  | Ab.  | -    |
| Mundial en Ruta | Ab.  | -    | -    | -    | 60.º | -    | -    | -    |

-: no participa 

Ab.: abandono 

## Equipos
- Mercury (1999[5] -2001)
  - Mercury Cycling Team (1999)[5]
  - Mercury Cycling Team-Mannheim Auctions (2000)
  - Mercury-Viatel (2001)
- US Postal (2002-2004)
  - US Postal Service (2002)
  - US Postal Service presented by Berry Floor (2003-2004)
- Phonak Hearing Systems (2005-2006)[6]
- OUCH (2009-2010)[7]
  - OUCH presented by Maxxis (2009)
  - OUCH-Bahati Foundation (2010)[7]